# Napola (Erice)
Napola (Napula in siciliano) è una località italiana, frazione del comune di Erice, in provincia di Trapani.
Il paese è attraversato dalla strada statale 113 Settentrionale Sicula che nell'attraversamento urbano prende il nome di via Milano. La parrocchia è dedicata al Sacro Cuore di Gesù.

## Storia

### Origini
Dall'anno 1750 circa, lungo la SS 113, dopo i cosiddetti "bagli contadini", si sono formati tra Alcamo e Trapani, diversi agglomerati urbani che hanno dato vita a diverse frazioni, tra cui Napola.
La frazione di Napola, ebbe origine approssimativamente agli inizi del 1800.

## Cultura

### Manifestazioni
- Volata Napola - Mokarta, si svolge annualmente l'ultima domenica di agosto, è una gara podistica che ha visto la partecipazione anche di campioni quali Vincenzo Modica, Francesco Ingargiola, Leone, D'Urso, Kiprotic e come testimonial podisti del passato quali Laura Fogli, e Pietro Mennea[2].
- Sagra dell'Uva, ha origine il 15 Settembre 1973 e dal 1995 viene organizzata con cadenza quinquennale. Per la sagra vengono realizzati dei murales che rappresentano le fasi della vendemmia.